# (5355) Akihiro
(5355) Akihiro est un astéroïde de la ceinture principale.

## Description
(5355) Akihiro est un astéroïde de la ceinture principale. Il fut découvert le 3 février 1991 à Kushiro par Seiji Ueda et Hiroshi Kaneda. Il présente une orbite caractérisée par un demi-grand axe de 2,31 UA, une excentricité de 0,17 et une inclinaison de 0,7° par rapport à l'écliptique.

## Compléments